# Zoran Plazonić
Zoran Plazonić (Spalato, 1º febbraio 1989) è un calciatore croato, centrocampista dell'Imotski.

## Carriera
Cresciuto nelle giovanili dell'Hajduk Spalato fa il suo debutto in prima squadra il 12 maggio 2007 subentrando al posto di Nikica Jelavić nella partita di campionato pareggiata 2-2 contro il Rijeka.

## Palmarès

### Competizioni nazionali
- Coppa di Croazia: 1

Hajduk Spalato: 2012-2013
- Coppa della Bosnia ed Erzegovina: 1

Široki Brijeg: 2016-2017